# بيل بيتش (مغني)
بيل بيتش (بالإنجليزية: Bill Beach)‏ هو مغني وكاتب أغاني أمريكي، ولد في 1953 في كورفاليس في الولايات المتحدة.

## وصلات خارجية
- الموقع الرسمي